# Krayzie Bone
Anthony Henderson (Krayzie Bone), född 17 juni 1973, är en amerikansk rappare och är en av medlemmarna i rap/hip-hopgruppen Bone Thugs-N-Harmony. Han är känd för sin snabba flow samt sina texter. Hans snabba teknik har jämförts flera gånger med Twista men ingen riktig vinnare har utsetts.
Krayzie Bone lämnade gruppen för att satsa på sin solokarriär. Nu driver han sin egen klädbutik och har lagt rapkarriären bakom sig men kommer att släppa ett sista album i april 2014, "Chasing the devil".

## Biografi

### Solokarriär

#### Thug Mentality 1999
Krayzie Bone gjorde sin solodebut när han släppte albumet Thug Mentality 1999 den 6 april 1999. Albumet sålde 137 357 exemplar de första veckorna. Krayzie Bone skrev 150 låtar men bara 38 valdes ut. Två av de låtarna är singlarna "Thug Mentality" och "Paper".
På albumet förekom flera välkända röster såsom Bone Thugs-N-Harmony, The Marley Brothers, Mariah Carey, Big Pun, Fat Joe, E-40, 8 Ball & MJG, Kurupt, Treach och Snoop Dogg.
Thug Mentality 1999 tilldelades platinum samma år.

## Diskografi
- 1999: Thug Mentality 1999
- 2001: Thug on da Line
- 2003: LeathaFace: The Legends Underground (Part I)
- 2005: Gemini: Good vs. Evil
- 2005: Too Raw for Retail
- 2007: Thugline Boss
- 2008: The Fixtape Volume One: Smoke on This
- 2009: The Fixtape Volume Two: Just One Mo Hit
- 2010: Chasing the Devil
- 2011: The Fixtape Vol. 4: Under The Influence

## Priser

### Grammy Award
- 1997: "Best Rap Performance by a Duo or Group" (Tha Crossroads)
- 2007: "Best Rap Performance by a Duo or Group" (Ridin')

### MTV Video Music Award
- 2006: "Best Rap Video" (Ridin')

### American Music Award
- 1998: "Favorite Rap/Hip-Hop Artist"
- 2007: "Best Duo or Group Rap/Hip-Hop"